# بک‌لش (۲۰۱۷)
بَک‌لَش (به انگلیسی: Backlash) یک رویداد غیر رایگان (Pay-Per-View) در کشتی حرفه‌ای است که توسط کمپانی دبلیودبلیوئی و برای برند اسمَک‌دَون تهیه می‌شود و این دوره‌اش هم در ۲۱ می ۲۰۱۷ و در مجموعه ورزشی آل‌استیت ارینا شهر رُزمُنت، ایلینوی برگزار خواهد شد. این رویداد سیزدهمین رویداد با نام بَک‌لَش است.

## زمینه‌سازی
بَک‌لَش شامل مسابقاتی بین دشمنی‌های موجود، ماجراهای پیش آمده و استوری‌هایی خواهد بود که پیش از این در برنامه‌های اسمک داون پخش شده بود. کشتی‌گیرها با توجه به مسابقات یا سری اتفاقاتی که برایشان رخ می‌دهد و تنش را به حد اکثر می‌رساند، نقش منفی یا قهرمان به خود می‌گیرند.

## نتایج
| #                                                                                                 | نتایج | نوع مسابقه                                          | مدت زمان |
| ------------------------------------------------------------------------------------------------- | --- | --------------------------------------------------- | -------- |
| ۱پ                                                                                                | تای دیلینجر پیروز مقابل ایدن اینگلیش                                                                                   | مسابقه تک نفره                                      | 8:20     |
| ۲                                                                                                 | شینسکه ناکامورا پیروز مقابل دالف زیگلر                                                                                 | مسابقه تک نفره                                      | 15:50    |
| ۳                                                                                                 | د اوسوس (جیمی و جی اوسو) (c) پیروز مقابل بریزانگو (فاندانگو و تایلر بریز)                                              | مسابقه تگ تیم برای قهرمانی کمربندهای تگ تیم اسمک‌دان | 9:15     |
| ۴                                                                                                 | سمی زین پیروز مقابل بارون کوربین                                                                                       | مسابقه تک نفره                                      | 14:35    |
| ۵                                                                                                 | دِ وِلکامینگ کامیتی (ناتالیا, تمینا، و کارمِلا) (با همراهی جیمز اِلزوُرث) پیروز مقابل شارلوت فلر، بکی لینچ و نِیومی با تسلیم | مسابقه تگ تیم شش نفره                               | 10:05    |
| ۶                                                                                                 | کوین اوونز (c) پیروز مقابل ای‌جی استایلز با شمارش معکوس                                                                 | مسابقه تک نفره برای قهرمانی کمربند ایالات متحده     | 21:10    |
| ۷                                                                                                 | لوک هارپر پیروز مقابل اریک روئن                                                                                        | مسابقه تک نفره                                      | 9:00     |
| ۸                                                                                                 | جیندر ماهال (با همراهی سونیل سینگ و سمیر سینگ) پیروز مقابل رندی اورتن (c)                                              | مسابقه تک نفره برای قهرمانی کمربند دبلیودبلیوئی     | 15:45    |
| - (c) – نشان‌دهنده قهرمان(هایی) است که به میدان می‌روند - پ – نشان‌دهنده این است که مسابقه در پری–شو | |                                                     |          |

## موضوعات مرتبط
فهرست قهرمانان کنونی دبلیودبلیوئی